# Perkins Rocha
Perkins Rocha es un abogado venezolano. Ha sido asesor jurídico de la coalición opositora de la Plataforma Unitaria y representante del Comando Con Venezuela, del candidato Edmundo González, durante las elecciones presidenciales de Venezuela de 2024. El 27 de agosto de 2024, pocas semanas después de las elecciones presidenciales, fue detenido por fuerzas de seguridad sin una orden de captura.

## Carrera
Perkins es abogado de profesión especializado en derecho público, administrativo y procesal constitucional. Ha sido profesor tanto de pregrado y posgrado de la Universidad Católica Andrés Bello de Caracas. Rocha tiene al menos 30 años de ejercicio del litigio, incluyendo "en áreas del derecho procesal, privado y administrativo, mercantil y constitucional".
Rocha se ha desempeñado como asesor jurídico de la coalición opositora de la Plataforma Unitaria y tuvo un papel importante en la organización y logística de la campaña durante las elecciones presidenciales de Venezuela de 2024 del Comando Con Venezuela, del candidato Edmundo González. También fue representante del Comando ante el Consejo Nacional Electoral (CNE) durante los comicios.El día de las elecciones, se le negó la entrada al ente electora, junto a Delsa Solórzano.

## Detención
El 27 de agosto de 2024, pocas semanas después de las elecciones presidenciales, fue detenido por fuerzas de seguridad sin una orden de captura,aparentemente en la farmacia Farmatodo de Las Mercedes, en la avenida Río de Janeiro, en Caracas. Pasadas casi 24 horas de su detención, su familia desconocía su paradero. Su esposa informó que el último contacto que tuvo con él fue aproximadamente a las 11:00 a.m., y en la misma noche denunció que diez efectivos sin identificar allanaron su casa sin una orden judicial,llevándose electrodomésticos y libros.El Comité de Derechos Humanos de Vente Venezuela declaró que a Rocha se lo llevaron a la fuerza "sujetos no identificados".
Perkins fue recluido en El Helicoide e imputado de cinco cargos: "terrorismo, traición a la patria, conspiración, asociación para delinquir e instigación al odio". Su esposa denunció que fue presentado ante la audiencia sin poder acceder a una defensa privada y que se le impuso un defensor público.
La Plataforma Unitaria (al igual que partidos integrantes de la coalición como Primero Justicia, Voluntad Popular, La Causa R y Encuentro Ciudadano) condenó la detención de Perkins, exigiendo el respecto de sus derechos humanos y su liberación inmediata. La abogada y activista Tamara Sujú también rechazó su detención y le pidió a instancias internacionales a hacer seguimiento del caso, incluyendo las Naciones Unidas y el fiscal de la Corte Penal Internacional, Karim Khan.
Para el 13 de septiembre, su hijo declaró que se ha mantenido incomunicado de sus familiares durante toda su detención, y que su familia ha intentado cambiar su abogado estatal.